# Caradrina bodenheimeri
Caradrina bodenheimeri là một loài bướm đêm trong họ Noctuidae.